# Juan Pedro López
Juan Pedro López Pérez (* 31. Juli 1997 im Lebrija) ist ein spanischer Radrennfahrer, der Rennen auf der Straße bestreitet.

## Sportlicher Werdegang
Seit dem Jahr 2014 ist Juan Pedro López im Leistungsradsport aktiv: In diesem Jahr belegte er bei seiner ersten Teilnahme an einer spanischen Junioren-Meisterschaft Platz 17 im Straßenrennen. Im Jahr 2016 fuhr er für den Club der Fundación Alberto Contador und gehörte zu einer Trainingsgruppe von ausgewählten Rennfahrern, die von Alejandro Valverde geführt wurden.
Mit Anfang Juni des Jahres 2018 wechselte Juan Pedro López zum UCI Continental Team Polartec-Kometa, das von der Fundación Alberto Contador geleitet wurde und als Framteam der Trek-Segafredo Mannschaft fungierte. Im Jahr 2019 gewann López eine Bergankunft des Giro della Valle d’Aosta und belegte den neunten Rang in der Gesamtwertung, nachdem er die italienische Nachwuchsrundfaht bereits im Vorjahr als Siebter beendet hatte. Weiters wurde der bei den Elite-Rennen der Tour of Antalya und Tour de Hongrie Vierter bzw. Sechster. Am Ende der Saison 2019 bestritt er als Stagiaire des Team Trek-Segafredo die Tour of Utah und belegte als 17. der Gesamtwertung den dritten Platz in der Nachwuchswertung.
Im Jahr 2020 wechselte Juan Pedro López im Alter von 22 Jahren zum UCI WorldTeam Trek-Segafredo, das später unter dem Namen Lidl-Trek fuhr. Nach seinem WorldTour-Debüt bei der Tour Down Under, brach er sich beim Critérium du Dauphiné das linke Handgelenk, fuhr die Etappe aber dennoch zu Ende, bevor er in ein Krankenhaus eingeliefert wurde. Bei seiner ersten Grand Tour, der Vuelta a España 2020, belegte er den 42. Gesamtrang. Im Jahr 2021 brach sich López bei einem Sturz während des Flèche Wallonne die Speiche des rechten Unterarms. Nach seiner Genesung bestritt er ein weiteres Mal die Vuelta a España, wobei er als 13. die beste Gesamtwertungsplatzierung seiner Mannschaft einfuhr.
Im Jahr 2022 belegte er auf der 4. Etappe des Giro d’Italia, die mit einer Bergankunft am Südhang des Ätna zu Ende ging, hinter dem Deutschen Lennard Kämna den zweiten Platz. Durch diese Platzierung konnte er das Trikot des Gesamtführenden, die Maglia Rosa, übernehmen. Zudem wurde er Führender in der Nachwuchswertung (Maglia Bianca). Im Verlauf der 9. Etappe warf er im Streit eine Flasche auf den Fahrer Sam Oomen, wofür er sich direkt anschließend „unter Tränen“ entschuldigte. Er führte beide Wertungen über zehn Etappen an, bis er sie am 21. Mai an Richard Carapaz (gesamt) und João Almeida (Nachwuchs) abgab, nachdem er auf der 14. Etappe mit über vier Minuten Rückstand Platz zehn belegt hatte und dadurch auf Platz neun der Gesamtwertung abrutschte. Nachdem Almeida vor der 18. Etappe aufgrund eines positiven Corona-Tests aus dem Rennen ausschied, gewann López schlussendlich die Nachwuchswertung. Weiter belegte er mit rund 19 Minuten Rückstand den zehnten Rang in der Gesamtwertung.
Im Jahr 2023 ging Juan Pedro López erstmals bei der Tour de France an den Start und beendete diese auf dem 74. Gesamtrang. Ein Jahr später feierte er seinen ersten Sieg als Profi, als er nach einem Etappensieg die Gesamtwertung der Tour of the Alps für sich entschied.

## Diverses
López ist der erste Radsportler aus seinem Heimatort Lebrija, der einen Vertrag bei einem UCI-Team erhielt. Deshalb wurde er 2018 vom Bürgermeister der Stadt, Pepe Barroso, geehrt.

## Erfolge
2019
- eine Etappe Giro della Valle d’Aosta

2022
- Nachwuchswertung Giro d’Italia

2024
- Gesamtwertung und eine Etappe Tour of the Alps

## Grand Tours
| Grand Tour            | 2020 | 2021 | 2022 | 2023 | 2024 |
| --------------------- | ---- | ---- | ---- | ---- | ---- |
| Giro d’ItaliaGiro     | –    | –    | 10   | –    | 39   |
| Tour de FranceTour    | –    | –    | –    | 74   | –    |
| Vuelta a EspañaVuelta | 42   | 13   | 97   | 17   | –    |